# とべない沈黙
『とべない沈黙』（とべないちんもく）は、1966年の日本のドラマ映画である。監督の黒木和雄にとって初の長編劇映画となった。

## キャスト
- 少女 - 加賀まりこ
- 少年 - 平中実
- 先生 - 小沢昭一
- 教授 - 戸浦六宏
- 老人 - 山茶花究
- 婦人 - 木村俊恵
- 男 - 長門裕之
- 青年 - 蜷川幸雄
- ストリッパー - 五月美沙
- 中年男 - 小松方正
- サラリーマン - 渡辺文雄
- 首領 - 水島弘
- 上陸する男 - 田中邦衛
- 歌手 - 坂本スミ子
- ホテルの大物 - 千田是也
- ホテルの大物 - 東野英治郎
- 殺し屋 - 日下武史

## 評価
フランスでの上映の際にはアンリ・ラングロワに絶賛されたという。ローランド・ドメーニグは「本作は、ドキュメンタリー的な写実主義と詩的な抽象との催眠的な融合により、アラン・レネやジャン＝リュック・ゴダール、アルフレッド・ヒッチコックの『鳥』と比較された」と述べている。